# Братья Холмогоровы
Братья Холмогоровы — Василий Иванович (26 февраля 1835, Николаев погост, Клинский уезд, Московская губерния, Российская империя — 3 июня 1902, Москва, Российская империя) — русский архивариус, москвовед и писец; Гавриил Иванович (1842, Николаев погост, Клинский уезд, Московская губерния, Российская империя — 1924, Москва, СССР) — русский диакон, москвовед и священник.

## Биография

### Василий Иванович Холмогоров
Родился 26 февраля 1835 года на Николаевом погосте в семье диакона Ивана Холмогорова. Учился в Дмитровском духовном училище, которое к сожалению не окончил из-за неуспваемости. В 1853 году устроился на работу писцом во Второй департамент Московского народного суда и проработал вплоть до 1855 года. В 1855 году устроился на работу в этой же должности в Московский архив Министерства юстиции и проработал вплоть до 1895 года. С 1895 по момент смерти работал архивариусом.

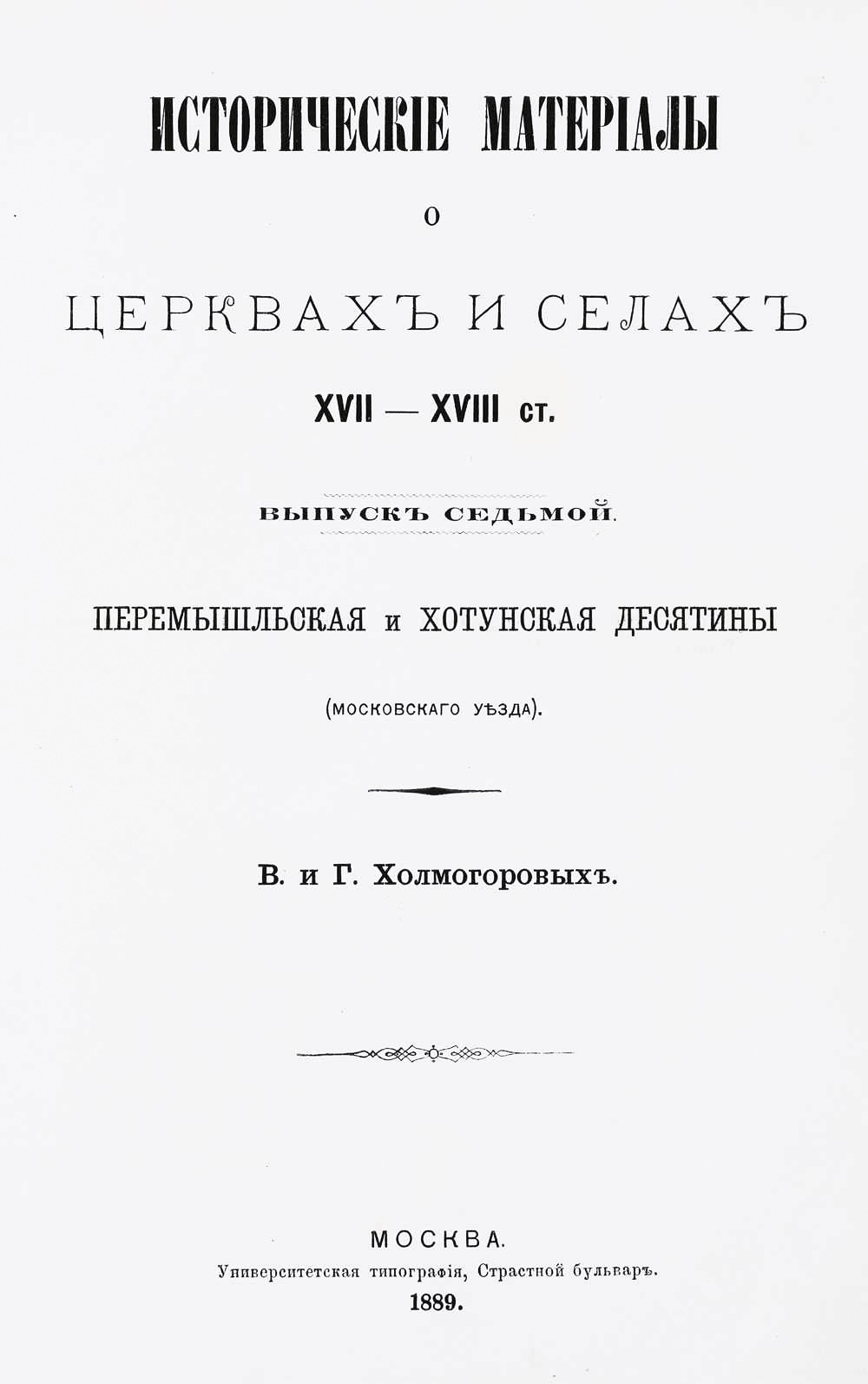
Титульный лист книги В. и Г. Холмогоровых

Скончался 3 июня 1902 года в Москве из-за переживаний по поводу смерти три месяца тому назад своей супруги. Похоронен вместе со своей супругой на 15-м участке Ваганьковского кладбища.

#### Личная жизнь
Был женат на Евсении Саввичне (1838-1902).

### Гавриил Иванович Холмогоров
Родился в 1842 году там же, где и его старший брат. В 1862 году окончил Вифанскую духовную семинарию. В 1865 году устроился на работу диаконом в Храм Вознесения на Гороховом поле, с 1900 года до конца жизни занимал там должность священника.
Скончался 23 ноября 1924 года в Москве, похоронен на Семеновском кладбище в Москве.

### Работа в соавторстве
Братья Холмогоровы являлись авторами 30 научных работ по москвоведению.

### Серия «Исторические материалы для составления церковных летописей Московской епархии»
- Холмогоровы В. и Г. Исторические материалы для составления церковных летописей Московской епархии. Выпуск первый. Рузская десятина.. — М.: Тип. Л. Ф. Снегирева, 1881. — X, 254 с.
- Холмогоровы В. и Г. Исторические материалы о церквах и сёлах XVI—XVIII ст. Выпуск второй. Звенигородская десятина (Московского уезда).. — М.: Тип. Л. Ф. Снегирева, 1882. — 132 с.
- Холмогоровы В. и Г. Исторические материалы о церквах и сёлах XVI—XVIII ст. Выпуск третий. Загородская десятина (Московского уезда).. — М.: Тип. Л. Ф. Снегирева, 1886. — 387 с.
- Холмогоровы В. и Г. Исторические материалы о церквах и сёлах XVI—XVIII ст. Выпуск четвёртый. Селецкая десятина (Московского уезда).. — Издание Императорского общества истории и древностей Российских при Московском университете. — М.: Университетская типография М. Каткова, 1885. — 166 с.
- Холмогоровы В. и Г. Исторические материалы о церквах и сёлах XVI—XVIII ст. Выпуск пятый. Радонежская десятина (Московского уезда).. — Издание Императорского общества истории и древностей Российских при Московском университете. — М.: Университетская типография, 1886. — 219 с.
- Холмогоровы В. и Г. Исторические материалы о церквах и сёлах XVI—XVIII ст. Выпуск шестой. Вохонская десятина (Московского уезда).. — М.: Университетская типография, 1888. — IV, 169 с.
- Холмогоровы В. и Г. Исторические материалы о церквах и сёлах XVII—XVIII ст. Выпуск седьмой. Перемышльская и Хотунская десятины (Московского уезда).. — М.: Университетская типография, 1889. — IV, 165 с.
- Холмогоровы В. и Г. Исторические материалы о церквах и сёлах XVI—XVIII ст. Выпуск восьмой. Пехрянская десятина (Московского уезда).. — М.: Университетская типография, 1892. — VIII, 243 с.
- Холмогоровы В. и Г. Исторические материалы о церквах и сёлах XVI—XVIII ст. Выпуск девятый. Волоколамская и Серпуховская десятины (Московского уезда).. — М.: Университетская типография, 1896. — 188 с.
- Холмогоровы В. и Г. Исторические материалы о церквах и сёлах XVI—XVIII ст. Выпуск десятый. Можайская десятина (Московского уезда).. — Издание общества истории и древностей Российских при Московском университете. — М.: Университетская типография, 1901. — VIII, 284 с.
- Холмогоровы В. и Г. Исторические материалы о церквах и сёлах XVI—XVIII ст. Выпуск одиннадцатый. Верейская, Дмитровская и Троицких вотчин десятины (Московского уезда).. — Издание Императорского общества истории и древностей Российских при Московском университете. — М.: Синоидальная типография, 1911. — VI, 380 с.

### Прочие работы
- Холмогоровы В. и Г. Материалы для истории, археологии и статистики московских церквей, собранные из книг и дел преждебывших патриарших приказов / При руководстве И. Е. Забелина. — М.: Московская городская типография, 1884. — 1200 с.
- Холмогоровы В. и Г. Материалы для истории, статистики и археологии города Темникова и его уезда XVII и XVIII ст. (Темниковская десятина).. — Приложение к "Известиям" Тамбовской Архивной комиссии. — Тамбов: Губернская Земская типография, 1890. — 138 с.